# Fecenia
Genre
Synonymes
- Mezentia Thorell 1881 nec Stål, 1878

Fecenia est un genre d'araignées aranéomorphes de la famille des Psechridae.

## Distribution
Les espèces de ce genre se rencontrent en Asie du Sud-Est, dans le Sud de l'Asie du Sud, dans le Sud de l'Asie de l'Est et dans l'Ouest de l'Océanie.

## Liste des espèces
Selon World Spider Catalog (version 25.0, 02/02/2024) :
- Fecenia cylindrata Thorell, 1895
- Fecenia macilenta (Simon, 1886)
- Fecenia ochracea (Doleschall, 1859)
- Fecenia protensa Thorell, 1891

## Systématique et taxinomie
Mezentia Thorell 1881, préoccupé par Mezentia Stål, 1878, a été remplacé par Fecenia par Simon en 1887.

## Publications originales
- Simon, 1887 : « Observation sur divers arachnides: synonymies et descriptions. 5. » Annales de la Société Entomologique de France, sér. 6, vol. 7, p. 193-195 (texte intégral).
- Thorell, 1881 : « Studi sui Ragni Malesi e Papuani. III. Ragni dell'Austro Malesia e del Capo York, conservati nel Museo civico di storia naturale di Genova. » Annali del Museo Civico di Storia Naturale di Genova, vol. 17, p. 1-727 (texte intégral).